# Олдакі (Пултуський повіт)
Олдакі (пол. Ołdaki) — село в Польщі, у гміні Ґзи Пултуського повіту Мазовецького воєводства.
Населення — 337 осіб (2011).
У 1975-1998 роках село належало до Цехановського воєводства.

## Демографія
Демографічна структура станом на 31 березня 2011 року:
|          | Загалом | Допрацездатний вік | Працездатний вік | Постпрацездатний вік |
| -------- | ------- | ------------------ | ---------------- | -------------------- |
| Чоловіки | 209     | 25                 | 154              | 30                   |
| Жінки    | 128     | 21                 | 77               | 30                   |
| Разом    | 337     | 46                 | 231              | 60                   |